# Rhinolophus schnitzleri
Rhinolophus schnitzleri är en fladdermus i familjen hästskonäsor som förekommer i Kina. Artepitet i det vetenskapliga namnet hedrar zoologen Hans-Ulrich Schnitzler från Tübingen i Tyskland som publicerade många studier om hästskonäsor.

## Utseende
Med 55 till 60 mm långa underarmar är arten en stor medlem av släktet Rhinolophus. Arten har 26,5 till 30 mm långa öron, bakfötterna är 9 till 11 mm långa och svansens längd är 22,5 till 33 mm. Pälsens färg på ovansidan och undersidan varierar mellan ljusbrun och kastanjebrun. Denna fladdermus har brun flygmembran och svansflyghuden sträcker sig från vrist till vrist. Endast svansens spets ligger utanför svansflyghuden.
Inom släktet har endast Rhinolophus paradoxolophus och Rhinolophus rex hudflikar (bladet) på näsan med en liknande utformning. Bladet har en ljusgrå färg. Den främre delen av bladet som liknar en hästsko är hos Rhinolophus schnitzleri större och mer avrundad. I den mellersta delen av bladet förekommer hos de andra två arterna en tydlig inbuktning som är otydlig hos Rhinolophus schnitzleri. Hanens penisben är hos Rhinolophus schnitzleri tydlig större än penisbenet hos Rhinolophus rex. Jämförd med Rhinolophus paradoxolophus är hanens penisben robustare.

## Utbredning
Arten upptäcktes i en grotta i provinsen Yunnan i södra Kina. Området ligger 1550 meter över havet. Landskapet kring grottan utgörs främst av jordbruksmark. Den närmaste byn ligger 200 meter från grottan och staden Kunming ligger 50 kilometer från grottan. I samma grotta registrerades andra hästskonäsor och arter av släktet Myotis som tillhör fladdermusfamiljen läderlappar.

## Bevarandestatus
Antagligen störs individerna när människor besöker grottan. Populationens storlek är inte känd. IUCN listar Rhinolophus schnitzleri med kunskapsbrist (DD).